# Операција Церска ’93
Операција Церска ’93 је кодни назив за операцију Војске Републике Српске током зиме и раног пролећа 1993. године, у Подрињу, чији је циљ био ослобађање територије Републике Српске заузете од стране АРБиХ.

## Увод
Почетком 1993. године снаге АРБиХ из Сребренице потискују елементе Бирчанске и Братуначке бригаде Војске Републике Српске са циљем да се споје са енклавом у околини места Церска. Средином јануара један део снага АРБиХ напада територију СР Југославије и гађа минобацачком ватром места Љубовију и Бајину Башту. Крајем јануара јединице Специјалног корпуса Војске Југославије, тимови Службе државне безбедности Југославије, два батаљона 6. санске лпбр и Гарде Пантери, нападајући преко места Скелани одбацују снаге АРБиХ један километар у дубину.

## Ток операције
С обзиром на присуство бројних команди, од бригаде до корпуса, Главни Штаб ВРС преузима командовање операцијом. Јединице одређене за напад су биле: 65. змтп, 1. гмтбр, Гарда Пантери, елементи 63. падобранске и 72. противдиверзантске бригаде ВЈ, Братуначка и Бирчанска бригада, делови Зворничке бригаде и 6. санске бригаде, те снаге Службе државне безбедности Југославије.

### Прва Фаза: Борба за Церску (10. фебруар — 1. март)
Делови Зворничке бригаде и 65. змтп, нападајући са севера, потискују АРБиХ из Каменице ка Церској. Пантери, заједно са Братуначком бригадом, одбацују јединице АРБиХ у околини Братунца. Прва гардијска бригада, заједно са Бирачком бригадом, упада у Церску са југозападног правца.

### Друга Фаза: Коњевић Поље (13. март — 16. март)
Циљ овог дела операције је стављање под надзор Коњевић Поља ради отварања комуникације Братунац – Коњевић Поље – Зворник. Као и у првој фази, са северозападног правца пробијају се 65. змтп и 1. гмтбр, док Пантери и 6. санска лпбр нападају са југа; ватрену подршку пружа један оклопни батаљон ВЈ.

### Трећа Фаза: Напад на Сребреницу (20. март — 17. април)
Путем Скелани – Сребреница напредују 65. змтп и делови 63. падобранске и 72. антидиверзантске бригаде; десно их прати 1. гмтбр. Са братуначког правца нападају Пантери, елементи 6. санске бригаде и јединице СДБ. Након пар недеља оштрих борби (нарочито око индустријског предграђа Сребренице „Зелени Јадар“) падају најважније коте око Сребренице, а Насер Орић и Ратко Младић договарају демилитаризацију тог дела Подриња преко снага УНПРОФОР-а.